# 프린세스 줄리아나 국제공항
프린세스 줄리아나 국제공항(영어: Princess Juliana International Airport, IATA: SXM, ICAO: TNCM) 또는 신트마르턴 국제공항은 세인트마틴 섬의 네덜란드령인 신트마르턴 서부에 위치한 국제공항으로 공항 앞에는 마호 해변이 자리를 잡고 있기 때문에 현재까지도 이 공항은 세계에서 위험한 공항 중 하나로 손꼽히며 2012년에는 항공기 제트엔진의 거센 바람으로 인해 관광객 1명이 부상당했고 그로부터 5년 뒤인 2017년에는 50대 뉴질랜드 여성이 항공기 제트엔진의 거센 바람에 날라가 머리를 부딪혀 크게 다친 후 병원으로 이송되었지만 결국 목숨을 잃기도 했다.

## 개요
공항의 이름은 민간 공항으로 재개장된지 1년 후인 1944년 신트마르턴을 방문한 당시 네덜란드의 공주인 율리아나(1948년 네덜란드 여왕이 됨)의 이름을 땄다.
윈에어가 이곳을 거점 공항으로 삼고 있으며 리워드 제도를 구성하는 앵귈라, 사바, 생바르텔레미, 그리고 신트외스타티위스섬을 잇는 주요 관문이기도 하며 2007년에 1,647,824명의 승객이 공항을 이용하였고 103,650편의 항공기가 이착륙하였다.
물론 세인트마틴섬의 북부와 프랑스령인 생마르탱의 수도 마리고 근처에는 레스페랑스 공항(L'Espérance Airport)이 있긴 하지만 경비행기만 이용될 정도의 작은 규모(활주로 길이 990m × 폭 30m)이기 때문에 생마르탱 주민들도 주로 프린세스 줄리아나 국제공항을 이용한다.

## 운항 노선
| 항공사                   | 목적지                                                           |
| ------------------------ | ---------------------------------------------------------------- |
| 에어캐나다               | 계절편 : 토론토(피어슨)                                          |
| 에어 카라이브            | 파리(오를리), 포르토프랭스 계절편 : 푸앵타피트르                 |
| 에어프랑스               | 파리(샤를 드 골), 푸앵타피트르                                   |
| 에어 트랜셋              | 계절편 : 몬트리올(트뤼벨), 토론토(피어슨)                        |
| 아메리칸 항공            | 뉴욕(JFK), 마이애미                                              |
| 캔제트                   | 토론토(피어슨) 계절편 : 몬트리올(트뤼벨)                         |
| 코스에어 플라이          | 파리(오를리), 푸앵타피트르                                       |
| 델타 항공                | 애틀랜타                                                         |
| 안틸레스 제도 익스프레스 | 아루바, 보네어, 큐라소, 산토도밍고(라스아메리카)                 |
| 인셀 항공                | 큐라소, 포르토프랭스, 마이애미, 산후안, 산토도밍고(라스아메리카) |
| KLM                      | 큐라소, 암스테르담                                               |
| LIAT 항공                | 앤티가, 세인트크로, 세인트키츠, 세인트루시아, 토르톨라           |
| 세인트 바스 커뮤터       | 세인트바르틀레메오                                               |
| 스피릿 항공              | 포트로더데일                                                     |
| 테이크 에어              | 도미니카                                                         |
| 풀만투르 항공            | 계절편 : 마드리드                                                |
| 알리탈리아 항공          | 계절편 : 밀라노(말펜사)                                          |
| GOL 항공                 | 계절편 : 마나우스, 상파울루(구아룰류스)                          |
| 에어로루즈 UK            | 계절편 : 이스트미들랜드노팅엄                                    |
| 플라이 몬트세렛          | 계절편 : 몬트세렛                                                |
| 수리남 항공              | 계절편 : 파라마리보(안델리지)                                    |
| 선컨트리 항공            | 계절편 : 미니애폴리스(세인트폴)                                  |
| 썬윙 항공                | 계절편 : 몬트리올(트뤼벨), 토론토(피어슨)                        |
| 유나이티드 항공          | 뉴욕(뉴어크), 워싱턴D.C. 계절편 : 시카고(오헤어)                 |
| US 에어웨이즈            | 샬롯, 필라델피아                                                 |
| 웨스트 제트              | 토론토(피어슨)                                                   |
| 원에어                   | 네비스, 사바, 세인트바르틀레메오, 신트외스타시우스               |
| 안길라 에어 서비스       | 안길라                                                           |

### 화물 노선
| 항공사                   | 목적지                                                       |
| ------------------------ | ------------------------------------------------------------ |
| 아메리 제트 인터내서널   | 마이애미, 산티아고드로스카바예로스, 산토도밍고(라스아메리카) |
| 마운틴 에어 카고         | 산후안                                                       |
| 포커스 스타 에어 카고    | 산후안                                                       |
| LIAT 항공                | 산토도밍고(라스아메리카)                                     |
| 로블랙스 항공            | 산후안                                                       |
| 스카이 웨이 앤터프라이즈 | 산후안                                                       |

## 사진

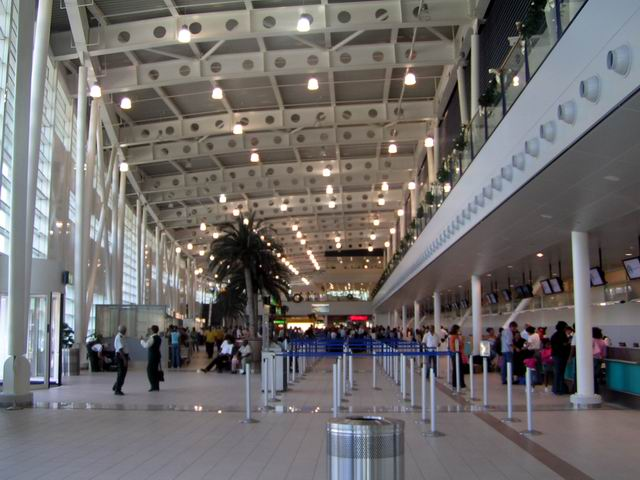
신축 터미널
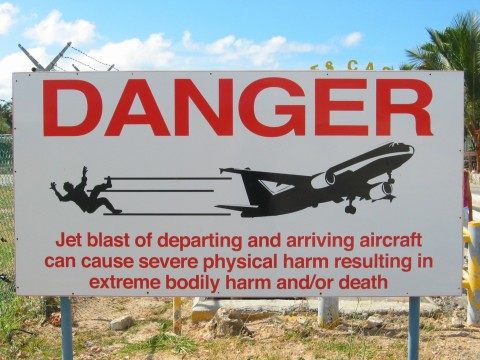
공항 펜스에 가까이 접근하지 말라는 마호 해변 경고판
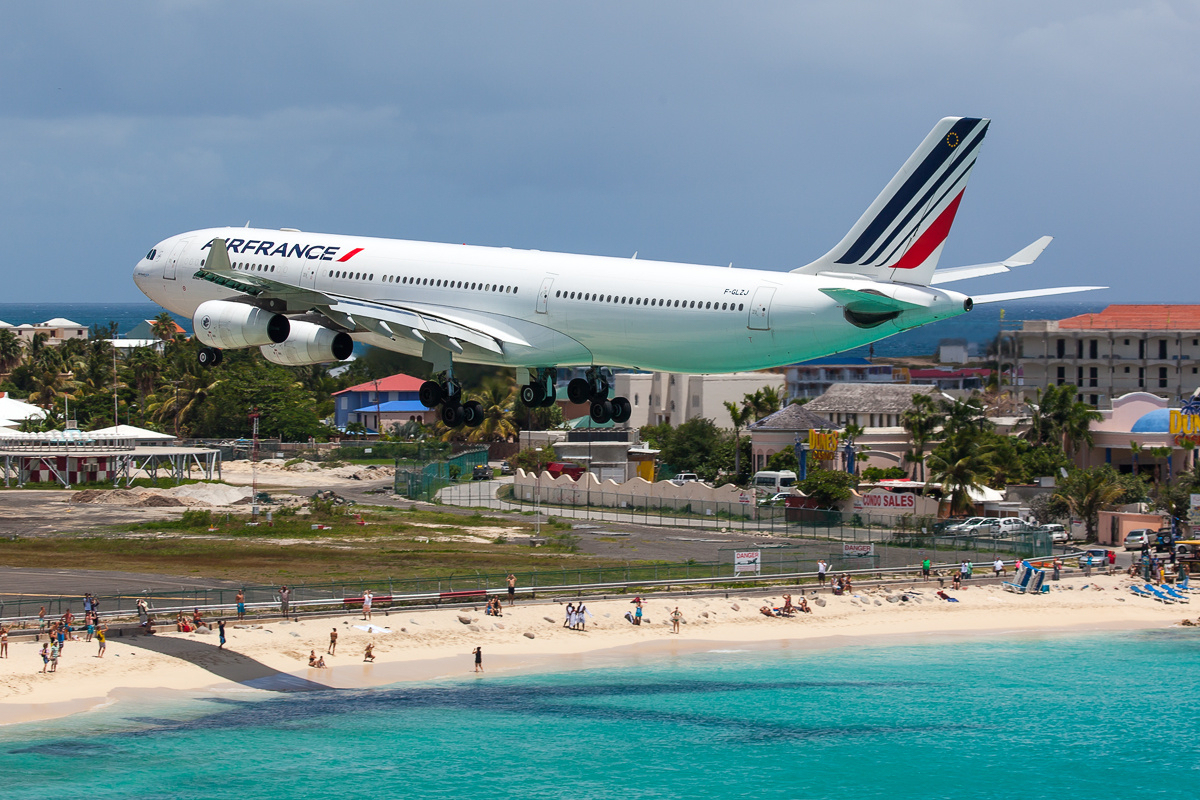
에어 프랑스 에어버스 A340-300이 착륙하는 모습
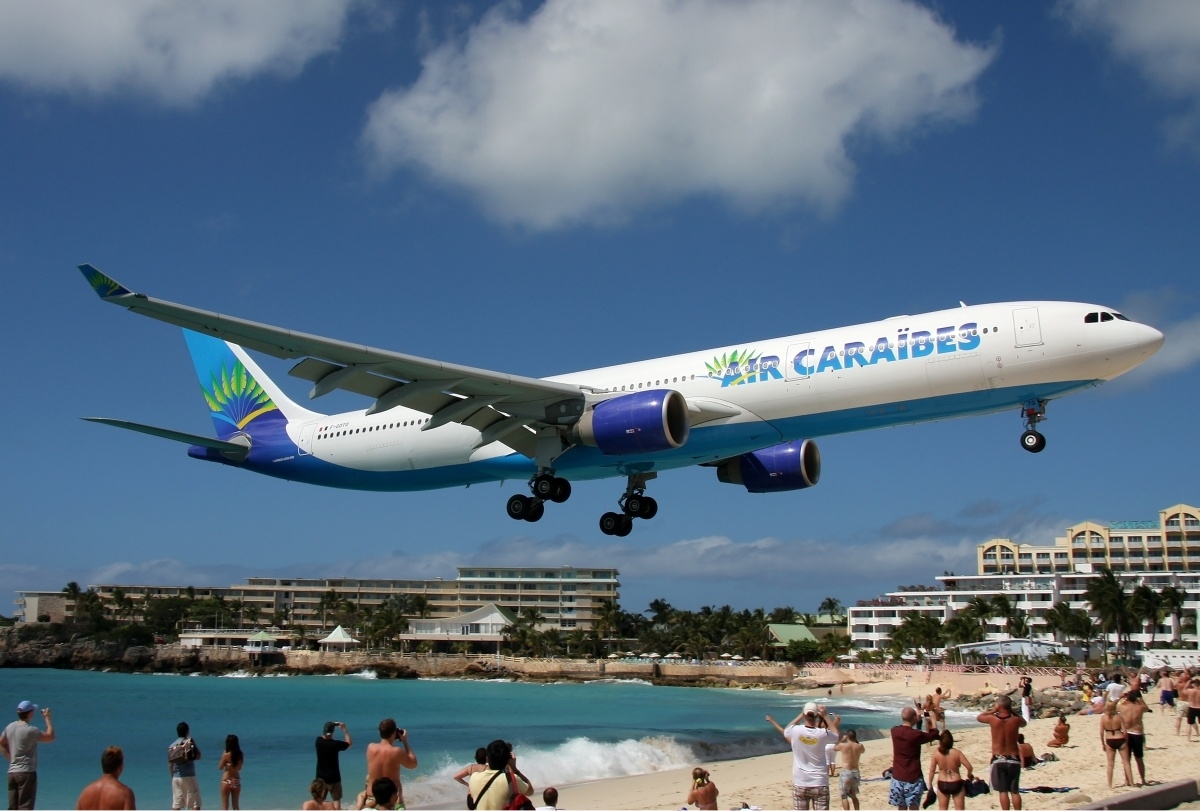
에어 카라이브 에어버스 A330-300이 착륙하는 모습

## 같이 보기
- 마호 해변
- 푸켓 국제공항